# Per Nielsen
Per Lundgren Nielsen (Aarhus, 15 oktober 1973) is een voormalig voetballer uit Denemarken, die speelde als centrale verdediger. Hij beëindigde zijn loopbaan in 2008 bij de Deense club Brøndby IF, en stapte nadien het trainersvak in.

## Clubcarrière
Nielsen speelde zijn gehele carrière voor Brøndby IF. Met die club won hij vijf keer de Deense landstitel en vier keer de Deense beker.

## Interlandcarrière
Nielsen kwam tien keer uit voor Denemarken. Onder leiding van bondscoach Morten Olsen maakte hij zijn debuut op 7 september 2002 in de EK-kwalificatiewedstrijd tegen de  Noorwegen (2-2) in Oslo. Hij viel in die wedstrijd in de 90ste minuut in voor aanvaller Jon Dahl Tomasson (AC Milan).

## Erelijst
Brøndby IF
- Deens landskampioenschap

1996, 1997, 1998, 2002, 2005
- Deense beker

1998, 2003, 2005, 2008